# Graffiti v pražském metru

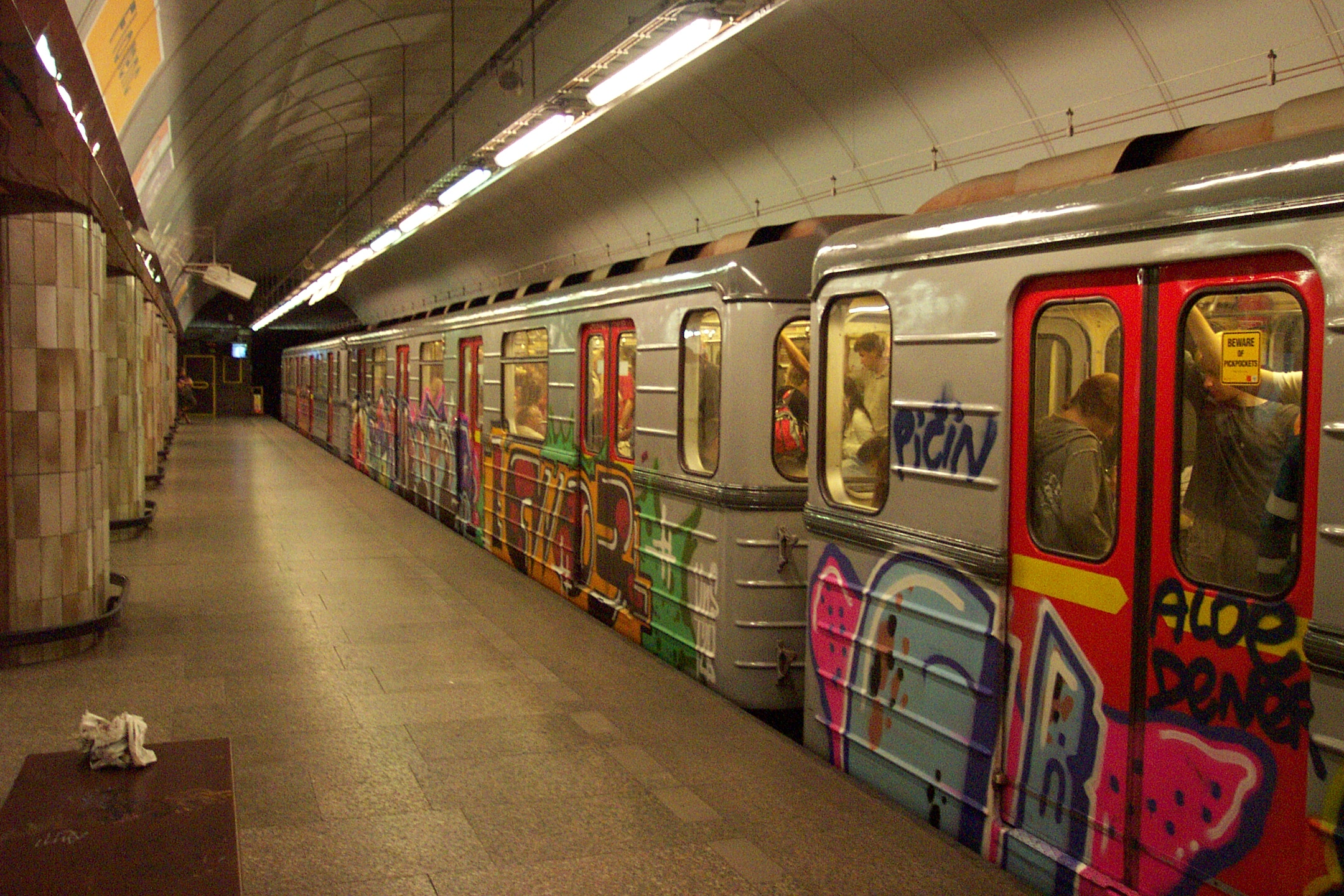
Graffiti na soupravách typu 81-71, zde vlak ve stanici Florenc

Graffiti se v pražském metru začalo objevovat od 90. let 20. století. Souviselo to se změnou společenských podmínek, hlavně tedy díky sametové revoluci.[zdroj?] Pražská podzemní dráha se jako exponované místo stala v mnoha bodech terčem tzv. writerů, tedy autorů graffiti. 

## Graffiti ve stanicích

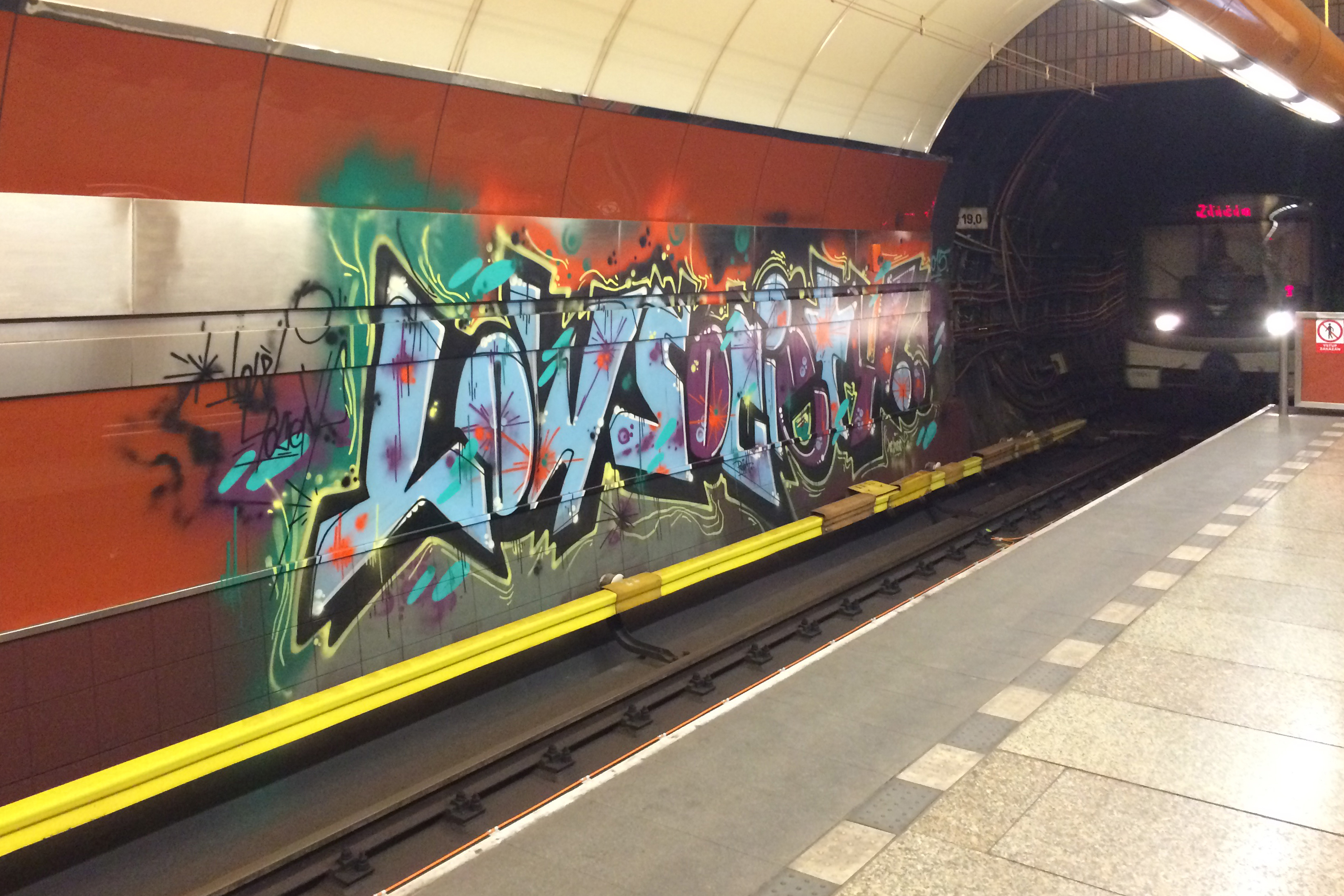
Graffiti, stanice Křižíkova v roce 2015

První nápisy se objevily zhruba někdy kolem roku 1991, jednalo se o nápisy psané různými fixy. Ty však byly lehce odstranitelné a nezpůsobovaly dopravnímu podniku takové problémy, jako nápisy novější.
Již o dva roky později přešli totiž tvůrci graffiti k sprejům a tvorbě větších obrazců, podobných, s jakými se potýkali například v New Yorku či jiných amerických městech v 80. letech. Vzrostla spotřeba čisticích prostředků a zvyšovalo se poškození obkladů. Největší problém byl s kamennými obklady, které se ničily rychleji než snadněji vyměnitelné obklady z hladkých skleněných či plechových panelů. 
V letech 1993 a 1994 proto začala být hledána řešení pro snadnější odstraňování a prevenci vzniku těchto nápisů v metru. Nakonec byl vybrán švýcarský prostředek založený na nanášení dvou vrstev pryskyřic. Od dubna 1996 se pak používá přípravek český od firmy LAVIS. Ochrana proti graffiti je relativně nápadná, nátěr přidává obkladu lesklý povrch. Spousta lidí si stále chybně myslí, že po aplikaci tohoto prostředku se barva ze spreje vůbec vlaku nechytá, ve skutečnosti se chytá úplně normálně, ovšem graffiti lze o poznání snadněji smýt.
Tato ochrana však nedokáže zabránit vyškrabávání nápisů do skel, které poškozuje jednak okna a dveře souprav, jednak i velké skleněné plochy ve stanicích úseků I. B, II. B atp.
V samotných stanicích začalo množství graffiti v polovině první dekády 21. století klesat, hlavně díky ústupu tohoto trendu celosvětově. V některých stanicích navíc přibyly hlídky, metro často kontrolují i strážníci městské policie. V boji proti výtvorům graffiti by pomohlo i rozšíření kamerového systému, a to do jednotlivých vozů, podobně jako je tomu například v Ostravě. Autoři přesto vytvářejí nápisy i v oblastech, kam je jejich vstup zakázán, jako jsou například technologické části stanic, kolejiště, areály depa, odstavných kolejí atd.

## Graffiti v soupravách
V první polovině 90. let bylo možné nápisy snadno z vlaků odstraňovat, neboť jejich počet ještě nebyl příliš vysoký. Od roku 1995 pak trend směřoval k zvýšení výskytu nápisů, mnohdy i v celovozovém provedení (tzv. wholecar s posprejovanými okny a částečně i střechou). Bylo proto vyzkoušeno několik systémů ochrany. Jako nejúčinnější pak následně byl vyhodnocen průmyslový odstraňovač Lawis LAP 8650.
Soupravy metra 81-71M a M1 mají již interiér navržený tak, aby byl snadněji omyvatelný a lépe odolával výtvorům graffiti. Přesto i vozy těchto typů bývají často terčem writerů. Nejrozšířenější však bylo graffiti na soupravách 81-71.
Fenomén graffiti v pražském metru, hlavně pak na soupravách, ukazuje také i český film Gympl z roku 2007. Ve vozech metra se také objevují nápisy kyselinou fluorovodíkovou, leptající sklo.

## Výše škod a výše trestu
V roce 2015 činily škody způsobené na pražském metru 10 milionů Kč.
Kdo poškodí cizí věc tím, že ji postříká, pomaluje či popíše barvou nebo jinou látkou, může být potrestán odnětím svobody až  na  jeden rok nebo peněžitým trestem. Při splnění dalších podmínek se může jednat o trest až tři, případně osm let odnětí svobody.